# Zurich Open
Zurich Open var en tennisturnering for kvinder på WTA Tour, som blev spillet på indendørs på hardcourt hvert efterår i perioden fra 1984 til 2008 i (eller i nærheden af) Zürich, Schweiz. Turneringen blev markedsført under flere forskellige navne i løbet af dens levetid på grund af skiftende sponsorer, bl.a. European Indoors og Swisscom Challenge.
Turneringen blev spillet i Saalsporthalle i Zürich fra 1984 til 1996. I 1997 blev turneringen flyttet 10 km mod nordøst til forstaden Kloten, hvor den i otte sæsoner blev afviklet i Eishalle Schluefweg. Fra og med 2005 blev turneringen spillet i Hallenstadion i Zürich.
Fra 1993 til 2007 var turneringen en del af kategorien WTA Tier I, den højeste kategori på touren efter grand slam-turneringerne og den sæsonafsluttende WTA Finals. 
Steffi Graf har rekorden for flest singletitler i Zürich med 6 titler. Derudover er turneringen også blevet vundet af følgende spillere, der nåede førstepladsen på WTA's verdensrangliste: Lindsay Davenport, Martina Hingis, Venus Williams, Justine Henin og Marija Sjarapova. Schweiziske vindere af turneringen omfatter Hingis, Manuela Maleeva-Fragnière (tidl. Bulgarien) og Patty Schnyder. Rennae Stubbs er den eneste spiller med fem doubletitler i Zurich Open.

## Historie
| År   | Datoer             | Præmiesum   | Kategori    | Navn                          | Spillested                  |
| ---- | ------------------ | ----------- | ----------- | ----------------------------- | --------------------------- |
| 1984 | 29. okt. - 4. nov. | $ 150.000   |             | European Indoors              | Saalsporthalle, Zürich      |
| 1985 | 28. okt. - 3. nov. | $ 150.000   |             | European Indoors              | Saalsporthalle, Zürich      |
| 1986 | 6. - 12. oktober   | $ 150.000   |             | European Indoors              | Saalsporthalle, Zürich      |
| 1987 | 26. okt. - 1. nov. | $ 150.000   | Kategori 3  | European Indoors              | Saalsporthalle, Zürich      |
| 1988 | 17. - 23. oktober  | $ 200.000   | Kategori 3  | European Indoors              | Saalsporthalle, Zürich      |
| 1989 | 16. - 22. oktober  | $ 250.000   | Kategori 4  | European Indoors              | Saalsporthalle, Zürich      |
| 1990 | 8. - 14. oktober   | $ 350.000   | WTA Tier II | BMW European Indoors          | Saalsporthalle, Zürich      |
| 1991 | 7. - 13. oktober   | $ 350.000   | WTA Tier II | BMW European Indoors          | Saalsporthalle, Zürich      |
| 1992 | 5. - 11. oktober   | $ 350.000   | WTA Tier II | BMW European Indoors          | Saalsporthalle, Zürich      |
| 1993 | 4. - 10. oktober   | $ 750.000   | WTA Tier I  | Barilla Indoors               | Saalsporthalle, Zürich      |
| 1994 | 3. - 9. oktober    | $ 750.000   | WTA Tier I  | European Indoor Championships | Saalsporthalle, Zürich      |
| 1995 | 2. - 8. oktober    | $ 806.250   | WTA Tier I  | European Indoor Championships | Saalsporthalle, Zürich      |
| 1996 | 14. - 20. oktober  | $ 926.250   | WTA Tier I  | European Indoor Championships | Saalsporthalle, Zürich      |
| 1997 | 13. - 19. oktober  | $ 926.250   | WTA Tier I  | European Indoor Championships | Eishalle Schluefweg, Kloten |
| 1998 | 12. - 18. oktober  | $ 926.250   | WTA Tier I  | European Swisscom Challenge   | Eishalle Schluefweg, Kloten |
| 1999 | 11. - 17. oktober  | $ 1.050.000 | WTA Tier I  | Swisscom Challenge            | Eishalle Schluefweg, Kloten |
| 2000 | 9. - 15. oktober   | $ 1.080.000 | WTA Tier I  | Swisscom Challenge            | Eishalle Schluefweg, Kloten |
| 2001 | 14. - 21. oktober  | $ 1.185.000 | WTA Tier I  | Swisscom Challenge            | Eishalle Schluefweg, Kloten |
| 2002 | 13. - 20. oktober  | $ 1.224.000 | WTA Tier I  | Swisscom Challenge            | Eishalle Schluefweg, Kloten |
| 2003 | 12. - 19. oktober  | $ 1.300.000 | WTA Tier I  | Swisscom Challenge            | Eishalle Schluefweg, Kloten |
| 2004 | 17. - 24. oktober  | $ 1.300.000 | WTA Tier I  | Swisscom Challenge            | Eishalle Schluefweg, Kloten |
| 2005 | 17. - 23. oktober  | $ 1.300.000 | WTA Tier I  | Zurich Open                   | Hallenstadion, Zürich       |
| 2006 | 16. - 22. oktober  | $ 1.340.000 | WTA Tier I  | Zurich Open                   | Hallenstadion, Zürich       |
| 2007 | 15. - 21. oktober  | $ 1.340.000 | WTA Tier I  | Zurich Open                   | Hallenstadion, Zürich       |
| 2008 | 13. - 19. oktober  | $ 600.000   | WTA Tier II | Tennis.com Zurich Open        | Hallenstadion, Zürich       |

## Finaler

### Single
| År   | Vinder                    | Finalist                  | Finaleresultat      |
| ---- | ------------------------- | ------------------------- | ------------------- |
| 1984 | Zina Garrison             | Claudia Kohde-Kilsch      | 6–1, 0–6, 6–2       |
| 1985 | Zina Garrison             | Hana Mandlíková           | 6–1, 6–3            |
| 1986 | Steffi Graf               | Helena Suková             | 4–6, 6–2, 6–4       |
| 1987 | Steffi Graf               | Hana Mandlíková           | 6–2, 6–2            |
| 1988 | Pam Shriver               | Manuela Maleeva-Fragnière | 6–3, 6–4            |
| 1989 | Steffi Graf               | Jana Novotná              | 6–1, 7–6(6)         |
| 1990 | Steffi Graf               | Gabriela Sabatini         | 6–3, 6–2            |
| 1991 | Steffi Graf               | Nathalie Tauziat          | 6–4, 6–4            |
| 1992 | Steffi Graf               | Martina Navratilova       | 2–6, 7–5, 7–5       |
| 1993 | Manuela Maleeva-Fragnière | Martina Navratilova       | 6–3, 7–6(1)         |
| 1994 | Magdalena Maleeva         | Natasja Zvereva           | 7–5, 3–6, 6–4       |
| 1995 | Iva Majoli                | Mary Pierce               | 6–4, 6–4            |
| 1996 | Jana Novotná              | Martina Hingis            | 6–2, 6–2            |
| 1997 | Lindsay Davenport         | Nathalie Tauziat          | 7–6(3), 7–5         |
| 1998 | Lindsay Davenport         | Venus Williams            | 7–5, 6–3            |
| 1999 | Venus Williams            | Martina Hingis            | 6–3, 6–4            |
| 2000 | Martina Hingis            | Lindsay Davenport         | 6–4, 4–6, 7–5       |
| 2001 | Lindsay Davenport         | Jelena Dokić              | 6–3, 6–1            |
| 2002 | Patty Schnyder            | Lindsay Davenport         | 6–7(5), 7–6(8), 6–3 |
| 2003 | Justine Henin             | Jelena Dokić              | 6–0, 6–4            |
| 2004 | Alicia Molik              | Marija Sjarapova          | 4–6, 6–2, 6–3       |
| 2005 | Lindsay Davenport         | Patty Schnyder            | 7–6(5), 6–3         |
| 2006 | Marija Sjarapova          | Daniela Hantuchová        | 6–1, 4–6, 6–3       |
| 2007 | Justine Henin             | Tatiana Golovin           | 6–4, 6–4            |
| 2008 | Venus Williams            | Flavia Pennetta           | 7–6(1), 6–2         |

### Double
| År   | Vindere                             | Finalister                             | Finaleresultat      |
| ---- | ----------------------------------- | -------------------------------------- | ------------------- |
| 1984 | Andrea Leand Andrea Temesvári       | Claudia Kohde-Kilsch Hana Mandlíková   | 6–1, 6–3            |
| 1985 | Hana Mandlíková Andrea Temesvári    | Claudia Kohde-Kilsch Helena Suková     | 6–4, 3–6, 7–5       |
| 1986 | Steffi Graf Gabriela Sabatini       | Lori McNeil Alycia Moulton             | 1–6, 6–4, 6–4       |
| 1987 | Nathalie Herreman Pascale Paradis   | Jana Novotná Catherine Suire           | 6–3, 2–6, 6–3       |
| 1988 | Isabelle Demongeot Nathalie Tauziat | Claudia Kohde-Kilsch Helena Suková     | 6–3, 6–3            |
| 1989 | Jana Novotná Helena Suková          | Judith Polzl-Wiesner Nathalie Tauziat  | 6–3, 3–6, 6–4       |
| 1990 | Manon Bollegraf Eva Pfaff           | Catherine Suire Dinky Van Rensburg     | 7–5, 6–4            |
| 1991 | Jana Novotná Andrea Strnadová       | Zina Garrison Lori McNeil              | 6–4, 6–3            |
| 1992 | Helena Suková Natasja Zvereva       | Martina Navratilova Pam Shriver        | 7–6(5), 6–4         |
| 1993 | Zina Garrison Martina Navratilova   | Gigi Fernández Natalija Zvereva        | 6–3, 5–7, 6–3       |
| 1994 | Manon Bollegraf Martina Navratilova | Patty Fendick Meredith McGrath         | 7–6(3), 6–1         |
| 1995 | Nicole Arendt Manon Bollegraf       | Chanda Rubin Caroline Vis              | 4–6, 7–6(4), 6–4    |
| 1996 | Martina Hingis Helena Suková        | Nicole Arendt Natasja Zvereva          | 7–5, 6–4            |
| 1997 | Martina Hingis Arantxa Sánchez      | Larisa Savchenko-Neiland Helena Suková | 4–6, 6–4, 6–1       |
| 1998 | Serena Williams Venus Williams      | Mariaan de Swardt Jelena Tatarkova     | 5–7, 6–1, 6–3       |
| 1999 | Lisa Raymond Rennae Stubbs          | Nathalie Tauziat Natasja Zvereva       | 6–2, 6–2            |
| 2000 | Martina Hingis Anna Kurnikova       | Kimberly Po Anne-Gaëlle Sidot          | 6–3, 6–4            |
| 2001 | Lindsay Davenport Lisa Raymond      | Sandrine Testud Roberta Vinci          | 6–3, 2–6, 6–2       |
| 2002 | Jelena Bovina Justine Henin         | Jelena Dokić Nadia Petrova             | 6–2, 7–6(2)         |
| 2003 | Kim Clijsters Ai Sugiyama           | Virginia Ruano Paola Suárez            | 7–6(3), 6–2         |
| 2004 | Cara Black Rennae Stubbs            | Virginia Ruano Paola Suárez            | 6–4, 6–4            |
| 2005 | Cara Black Rennae Stubbs            | Daniela Hantuchová Ai Sugiyama         | 6–7(6), 7–6(4), 6–3 |
| 2006 | Cara Black Rennae Stubbs            | Liezel Huber Katarina Srebotnik        | 7–5, 7–5            |
| 2007 | Květa Peschke Rennae Stubbs         | Lisa Raymond Francesca Schiavone       | 7–5, 7–6(1)         |
| 2008 | Cara Black Liezel Huber             | Anna-Lena Grönefeld Patty Schnyder     | 6–1, 7–6(3)         |